# Nagari Ladang Laweh
Nagari Ladang Laweh is een bestuurslaag in het regentschap Agam van de provincie West-Sumatra, Indonesië. Nagari Ladang Laweh telt 5457 inwoners (volkstelling 2010).